# Arcangelo Scacchi
Arcangelo Scacchi (Gravina in Puglia, 8 febbraio 1810 – Napoli, 11 ottobre 1893) è stato un mineralogista, geologo e vulcanologo italiano.

## Biografia
Nato a Gravina in Puglia il 9 febbraio 1810 da Patrizio e Giovanna Pentibove, dopo gli studi di base svolti presso i seminari di Bari e di Gravina si trasferisce, diciassettenne a Napoli per frequentare le scuole di anatomia e chirurgia della locale Università. Laureatosi nel 1831 si mostrò sempre più attratto dalle scienze naturali che studiò sotto la guida di Matteo Tondi e di Teodoro Monticelli. Inizialmente si occupò di conchiglie e di fossili per poi focalizzarsi sulla mineralogia che sviluppò in seguito a numerose escursioni sull'Appennino della Campania, della Calabria nonché nelle aree vulcaniche del Vesuvio e dei Campi Flegrei.
Nel 1839 il geologo Leopoldo Pilla lo nominò coadiutore per la dimostrazione degli oggetti nella cattedra di mineralogia della Regia Università di Napoli con l'incarico di tenere le relative esercitazioni. Sempre a Napoli, nel 1844 risultò vincitore di concorso per la cattedra universitaria di mineralogia con l'annessa direzione del relativo museo, carica che tenne fino al 1891, quando fu nominato professore emerito. L'anno dopo in qualità di segretario della sezione di geologia e mineralogia al VII Congresso degli scienziati italiani dove ebbe modo di esporre le sue tesi di vulcanologia, contrarie alla teoria dominante.
L'8 aprile 1847 sposò Giovanna Cassola dalla quale avrà 9 figli di cui 2 morti in tenerissima età. Nel decennio successivo la sua attività scientifica si espresse prevalentemente in ambito vulcanologico producendo una serie di studi che ebbero una buona accoglienza anche in campo internazionale. Di pensiero anticlericale e antiborbonico si mostrò tuttavia tiepido verso le vicende nazionali e per questo attirò l'attenzione di Francesco De Sanctis, delegato alla Pubblica Istruzione durante la dittatura di Garibaldi a Napoli, che gli tolse l'insegnamento al Genio Civile. Con la costituzione, nel 1861, del Regno d'Italia venne poi nominato senatore in virtù dei meriti scientifici e della fama internazionale acquisita.
In ambito accademico fu due volte Rettore dell'università partenopea, nei trienni 1865-1867 e 1875-1877. Fu anche preside dell'allora Facoltà di Scienze Naturali, direttore della Scuola di Farmacia e di quella di Magistero per le scienze, componente del Consiglio direttivo della Scuola di applicazione per gli ingegneri. Oltre all'università fu titolare di diversi incarichi tra i quali: docente di mineralogia presso la scuola del Genio Civile, assessore della commissione protomedicale, presidente dell’Istituto d’Incoraggiamento alle Scienze Naturali di Napoli, presidente dell'Accademia Nazionale delle Scienze detta dei XL. Fu poi membro di numerose accademie come la Königlich-Preußische Akademie der Wissenschafte (Accademia Reale Prussiana delle Scienze) di Berlino, la Bayerische Akademie der Wissenschaften (Accademia bavarese delle scienze e dell’umanistica) di Monaco, la Rossíiskaya akadémiya naúk (Accademia russa delle scienze) di Mosca, e socio corrispondente dell'Accademia dei Lincei di Roma, dell'Accademia delle Scienze di Torino, dell’Istituto Lombardo di Scienze e Lettere di Milano. Fu infine socio della Società Italiana delle Scienze di Roma e di Torino, dell’Accademia delle Scienze di Napoli, della Società Reale di Napoli e del Club alpino italiano CAI, sezione di Napoli.
Morì a Napoli l'11 ottobre 1893. Fu sepolto nel cimitero di Poggioreale, nell'area degli uomini illustri. Gli è stato intitolato un Liceo Scientifico nella città di Bari. 
Per quanto riguarda l'attività scientifica, i primi lavori dello Scacchi furono di conchigliologia con la redazione del Catalogus Conchyliorum Regni neapolitani del 1836, e le Notizie sulle conchiglie che si trovano fossili nell'Isola d'Ischia e lungo la spiaggia tra Pozzuoli e Monte Nuovo del 1841. 
In seguito si occupò quasi esclusivamente di ricerche nel campo della cristallografia, della mineralogia e della vulcanologia, con particolare riferimento alla descrizione della morfologia e della genesi dei minerali presenti sul Vesuvio. Singolare era la sua tipologia operativa che consisteva nel portare in soluzione acquosa le patine saline formatesi per sublimazione vicino alle fumarole, analizzare i prodotti della ricristallizzazione e compararli con i materiali naturali rinvenuti.
Nel campo della cristallografia lo studio della formazione e crescita dei cristalli lo portarono a considerazioni che culminarono nella formulazione del concetto di poliedria delle facce. Fu lo scopritore di alcune nuove rocce e minerali, come la scacchite, la nocerite.

## Opere
- Catalogus conchyliorum regni neapolitani quae usque adhuc reperit A. Scacchi, Napoli, typis Francisci Xaverii Tornese, 1836, SBN UBO2513015.
- Della brocchite: sunto di una memoria letta alla R. Accademia di Napoli il 3 dicembre 1839, in Annali civili del Regno delle Due Sicilie, 1840, vol. 23
- Distribuzione sistematica dei minerali : per servire alle lezioni di mineralogia nella cattedra della R. Universita degli Studi , Napoli, tip. del Filiatre Sebezio, 1842, SBN UBO2513015.
- Lezioni di geologia dettate nella R. Università degli studi dalla Cattedra di Geognosia nei mesi di gennaio e febbraio del 1843, Napoli, Stamperia e cartiere del Fibreno, 1843, SBN SBL0058640.
- Della humite e del peridoto del Vesuvio, in Atti della R. Accademia delle scienze. Sezione della Società reale borbonica, 1851, vol. 6
- Della polisimmetria dei cristalli, in Atti della R. Accademia delle scienze fisiche e matematiche, 1863, v. 1
- Ricerche sulle relazioni tra la geminazione dei cristalli ed il loro ingrandimento, in Atti della R. Accademia delle scienze fisiche e matematiche, 1864, v. 2
- Delle combinazioni della litina con l'acido solforico, in Atti della R. Accademia delle scienze fisiche e matematiche, 1868, v. 3
- Contribuzioni mineralogiche per servire alla storia dell’incendio vesuviano del mese di aprile 1872, in Atti della R. Accademia delle scienze fisiche e matematiche di Napoli, 1872, vol. 5
- Nuove ricerche sulle forme cristalline dei paratartrati acidi di ammonio e potassio, in Atti della R. Accademia delle scienze fisiche e matematiche di Napoli, s. 2, 1884, vol. 1, n. 3

Il catalogo completo delle opere dello Scacchi fu compilato nel 1891 dallo stesso autore. Lo si ritrova riprodotto in calce al necrologio pubblicato nel 1894 sul Giornale di mineralogia, cristallografia e petrografia.